# ديفن سميث
ديفن سميث (بالإنجليزية: Devin Smith)‏ هو منافس ألعاب قوى أمريكي، ولد في 3 مارس 1992 في ماسيلون في الولايات المتحدة.

## وصلات خارجية
- ديفن سميث على موقع الاتحاد الدولي لألعاب القوى (الإنجليزية)
- ديفن سميث على موقع TFRRS.org (الإنجليزية)
- ديفن سميث على موقع مرجع كرة القدم المحترفة.كوم (الإنجليزية)